# Ходоровецька сільська рада
Ходорове́цька сільська́ ра́да — адміністративно-територіальна одиниця та орган місцевого самоврядування в Кам'янець-Подільському районі Хмельницької області. Адміністративний центр — село Ходорівці.

## Загальні відомості
Ходоровецька сільська рада утворена в 1923 році.
- Територія ради: 33,55 км²
- Населення ради: 2 229 осіб (станом на 2001 рік)
- Територією ради протікає річка Вільшанка

## Населені пункти
Сільській раді підпорядковані населені пункти:
- с. Ходорівці
- с. Княгинин
- с. Острівчани

## Склад ради
Рада складається з 16 депутатів та голови.
- Голова ради: Янішен Валентин Іванович
- Секретар ради: Надюк Наталія Павлівна

### Керівний склад попередніх скликань
| Прізвище, ім'я, по батькові | Основні відомості                                                 | Дата обрання | Дата звільнення |
| --------------------------- | ----------------------------------------------------------------- | ------------ | --------------- |
| Бабій Леонід Володимирович  | Сільський голова, 1975 року народження, безпартійний              | 26.03.2006   | 31.10.2010      |
| Янішен Валентин Іванович    | Сільський голова, 1960 року народження, освіта вища, безпартійний | 31.10.2010   |                 |

Примітка: таблиця складена за даними сайту Верховної Ради України

### Депутати
За результатами місцевих виборів 2010 року депутатами ради стали:

#### За суб'єктами висування
| Суб'єкт висування             | Кількість обраних депутатів | %    |
| ----------------------------- | --------------------------- | ---- |
| Політична партія «Фронт Змін» | 9                           | 56,3 |
| Самовисування                 | 7                           | 43,8 |

#### За округами
| № округу                      | Прізвище, ім'я, по батькові     | Дата визнання обраним | Освіта             | Партійна приналежність | Відомості про обраного депутата                |
| ----------------------------- | ------------------------------- | --------------------- | ------------------ | ---------------------- | ---------------------------------------------- |
| Політична партія «Фронт Змін» |                                 |                       |                    |                        |                                                |
| 1                             | Іваськів Сергій Васильович      | 05.11.2010            | середня спеціальна | позапартійний          | «Екватор», молодший оператор                   |
| 2                             | Бринюк Валерій Миколайович      | 05.11.2010            | середня спеціальна | позапартійний          | ТОВ «Догма», зав. Цехом                        |
| 7                             | Протасюк Валентин Володимирович | 05.11.2010            | середня спеціальна | позапартійний          | «Агропродукт-Плюс», завсклад                   |
| 9                             | Шатайло Олексій Іванович        | 05.11.2010            | середня спеціальна | позапартійний          | тимчасово не працює                            |
| 10                            | Боднар Анатолій Володимирович   | 05.11.2010            | середня спеціальна | позапартійний          | «Фгропродукт-Плюс», агроном                    |
| 11                            | Катеринчук Володимир Юхимович   | 05.11.2010            | середня            | позапартійний          | тимчасово не працює                            |
| 13                            | Дудченко Петро Павлович         | 05.11.2010            | середня спеціальна | позапартійний          | Острівчанська загальноосвітня школа, охоронець |
| 14                            | Кукурудзяк Роман Анатолійович   | 05.11.2010            | середня            | позапартійний          | МНС, водій                                     |
| 16                            | Кукурудзяк Петро Петрович       | 05.11.2010            | середня            | позапартійний          | приватний підприємець                          |
| Самовисування                 |                                 |                       |                    |                        |                                                |
| 3                             | Наглюк Анатолій Володимирович   | 05.11.2010            | середня            | позапартійний          | тимчасово не працює                            |
| 4                             | Рижак Василь Петрович           | 05.11.2010            | середня спеціальна | позапартійний          | СШМД, акушер                                   |
| 5                             | Заходим Маріна Володимирівна    | 05.11.2010            | вища               | позапартійна           | Кам'янець-Подільський ПДАТУ, асистент          |
| 6                             | Марценюк Мар'яна Станіславівна  | 05.11.2010            | вища               | позапартійна           | тимчасово не працює                            |
| 8                             | Наглюк Роман Володимирович      | 05.11.2010            | середня спеціальна | позапартійний          | СДПЧ-4, водій                                  |
| 12                            | Балан Лілія Михайлівна          | 05.11.2010            | вища               | позапартійна           | Ходоровецька сільська рада, землевпоряник      |
| 15                            | Надюк Наталія Павлівна          | 05.11.2010            | вища               | позапартійна           | Ходоровецька сільська рада, секретар           |